# Casilla dels Peons
La Casilla dels Peons és una obra del municipi de Fogars de la Selva (Selva) inclosa en l'Inventari del Patrimoni Arquitectònic de Catalunya.

## Descripció
La Casilla dels Peons està ubicada en el costat esquerre de la carretera GI-512, la qual porta de Fogars de la Selva a Tordera, sobre una petita terrassa lleument sobreelevada.
Es tracta d'una petita construcció que consta d'un sol pis, de planta rectangular i que està coberta amb una teulada a dues aigües de vessants a façana.
Pel que fa a la resolució dels espais exteriors, les quatres façanes estan completament arrebossades i pintades amb una tonalitat blanca molt intensa. Trenca aquesta uniformitat i serietat compositiva la rajola i el maó vermell present des de les quatre cantonades, passant per les llindes de les tres obertures de la façana principal i finalment en la cornisa que recorre tot el perímetre de l'edifici.
Adossat a la façana principal trobem un petit banc d'obra i en la façana posterior una construcció d'alçada reduïda que serviria segurament com a magatzem per apilar coses o bé com a rebost.
Comparant fotografies antigues, com ara la de la fitxa del Servei de Patrimoni núm. 26.718, amb actuals salta a la vista ràpidament que no s'han produït canvis dràstics en aquesta construcció, ja que aquesta segueix pràcticament igual, oferint així un bon estat de conservació.

## Història
El nom de Falgars apareix citat en un document de l'any 922 relacionat amb l'església parroquial de Sant Cypriani et Santa Justa in villa Falgars.
L'any 974 el municipi es troba sota la tutela del papa Benet VI a través de Hildesind, abat de Sant Pere de Rodes. Posteriorment un precepte dictat per Lotari reafirma el 982 aquest lligam.
Més endavant el terme passà a dependre dels vescomtes de Girona, després vescomtes de Cabrera.
En una butlla papal de Lluci III del 1185, consta que el monestir de Breda tenia importants alous a la parròquia de Ramió.
Amb la divisió provincial del 1833 el municipi entrà dins la província de Barcelona, sent l'únic de La Selva que pertany a aquesta demarcació.
La "Casilla" dels Peons fou aixecada a principis del segle xx, en el context de construcció de la carretera. La seva funció era tant servir d'allotjament per als peons que hi treballaven com fer de magatzem per a les eines.
Després de la construcció de la carretera, aquesta casa va esdevenir segurament un simple magatzem on apilar les eines que s'empraven en les tasques d'arranjaent i manteniment de la carretera.
En l'actualitat és un habitatge.